# La P'tite Shirley
Pour plus de détails, voir Fiche technique et Distribution.
La P'tite Shirley (Baby Take a Bow) est un film américain en noir et blanc réalisé par Harry Lachman, sorti en 1934.
Le titre anglais du film vient d'une chanson que James Dunn et Shirley Temple ont chanté ensemble dans le film Stand Up and Cheer! en 1934.

## Synopsis
À sa sortie de la prison de Sing Sing, Eddie Ellison est accueilli par sa fiancée Kay qui a été harcelée dans le train par un détective, responsable de la condamnation d'Eddie. Six ans plus tard, Eddie et Kay se sont mariés et ont eu une charmante fille, Shirley. Quand un collier de perles est volé, Eddie se retrouve accusé.

## Fiche technique
- Titre : La P'tite Shirley
- Titre original : Baby Take a Bow
- Réalisation : Harry Lachman
- Scénario : Philip Klein, Edward E. Paramore Jr. d'après une pièce de James P. Judge
- Production : Fox Film Corporation
- Producteurs : John Stone, Winfield Sheehan et Sol M. Wurtzel
- Chef opérateur : L. William O'Connell
- Musique : David Buttolph
- Pays de production :  États-Unis
- Langue originale : anglais
- Format : noir et blanc – 35 mm – 1,37:1 – son : Mono (Western Electric Noiseless Recording)
- Genre : Comédie dramatique, film musical
- Durée : 76 minutes
- Dates de sortie : 
  - États-Unis : 30 juin 1934
  - France : 31 août 1934

## Distribution
- Shirley Temple : Shirley Ellison
- James Dunn : Eddie Ellison
- Claire Trevor : Kay Ellison
- Alan Dinehart : Welch
- Ray Walker : Larry Scott
- Dorothy Libaire : Jane Scott
- Ralf Harolde : Trigger Stone

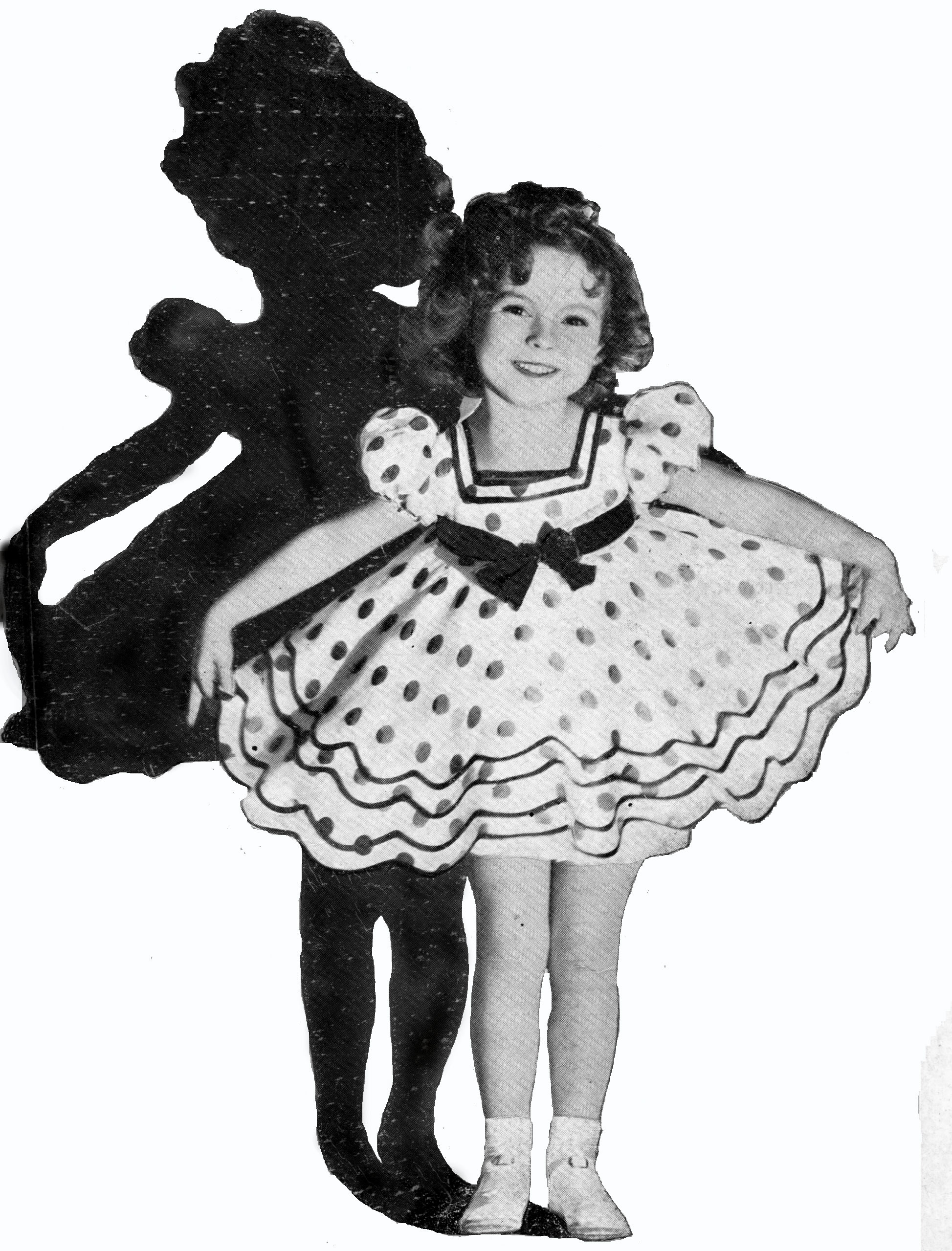
Shirley Temple en 1934.

- James Flavin : le détective Flannigan
- Richard Tucker : Stuart Carson
- Olive Tell : Mme Carson